# Circonscription de Chefchaouen
La circonscription de Chefchaouen est la circonscriptions législatives marocaines de la province de Chefchaouen située en région Tanger-Tétouan-Al Hoceïma. Elle est représentée dans la Xe législature par Taoufik Maimouni, Abdellah El Alaoui, Mohammed Hamdaoui et Abderrahman El Amri.

## Historique des députations
| Législature | Début de mandat  | Fin de mandat    | Députés élus | Députés élus                  | Députés élus | Députés élus            | Députés élus | Députés élus             | Députés élus | Députés élus                |
| ----------- | ---------------- | ---------------- | ------------ | ----------------------------- | ------------ | ----------------------- | ------------ | ------------------------ | ------------ | --------------------------- |
| IXe         | 26 novembre 2011 | 7 octobre 2016   |              | El Yazid Taghi (PLJS)         |              | Ahmed Aitouna (PJD)     |              | Jamal Stitou (PGV)       |              | Mohamed Saadoun (MP)        |
| Xe          | 8 octobre 2016   | 9 septembre 2021 |              | Abdelaziz El Ouadgui (UC)     |              | Abdallah Elbakkali (PI) |              | Amal Boukir (PAM)        |              | Mohamed Simou (MP)          |
| XIe         | 9 septembre 2021 | ?                |              | Elamine Bakkali Tahiri (USFP) |              | Ismail El Bakkali (PI)  |              | Abderrahim Bouazza (PAM) |              | Abderrahmane El Omari (RNI) |

## Historique des élections

### Découpage électoral d'octobre 2011

#### Élections de 2016
| Parti       | Parti                                                       | Voix    | %      | Député(s) élus      |  |
| ----------- | ----------------------------------------------------------- | ------- | ------ | ------------------- |  |
|             | Mouvement populaire (MP)                                    | 13 999  | 15,17  | Abderrahman El Amri |  |
|             | Parti authenticité et modernité (PAM)                       | 13 692  | 14,84  | Taoufik Maimouni    |  |
|             | Parti de l'Istiqlal (PI)                                    | 11 429  | 12,39  | Mohammed Hamdaoui   |  |
|             | Union constitutionnelle (UC)                                | 10 435  | 11,31  | Abdellah El Alaoui  |  |
|             | Union socialiste des forces populaires (USFP)               | 7 954   | 8,62   |                     |  |
|             | Parti de la liberté et de la justice sociale (PLJS)         | 7 203   | 7,81   |                     |  |
|             | Parti de la justice et du développement (PJD)               | 6 893   | 7,47   |                     |  |
|             | Front des forces démocratiques (FFD)                        | 5 780   | 6,26   |                     |  |
|             | Parti du progrès et du socialisme (PPS)                     | 5 430   | 5,88   |                     |  |
|             | Rassemblement national des indépendants (RNI)               | 3 750   | 4,06   |                     |  |
|             | Parti de l'environnement et du développement durable (PEDD) | 1807    | 1,96   |                     |  |
|             | Mouvement démocratique et social (MDS)                      | 1336    | 1,45   |                     |  |
|             | Parti des Néo-Démocrates (PND)                              | 915     | 0,99   |                     |  |
|             | Parti Al Ahd Addimocrati (AHD)                              | 768     | 0,83   |                     |  |
|             | Fédération de la gauche démocratique (FGD)                  | 427     | 0,46   |                     |  |
|             | Parti démocratique de l'indépendance (PDI)                  | 409     | 0,44   |                     |  |
|             | Parti de la gauche verte (PGV)                              | 44      | 0,05   |                     |  |
|             |                                                             |         |        |                     |  |
| Inscrits    | Inscrits                                                    | 176 157 | 100,00 |                     |  |
| Abstentions | Abstentions                                                 | 83 886  | 47,62  |                     |  |
| Exprimés    | Exprimés                                                    | 92 271  | 52,38  |                     |  |

#### Élections de 2021
| Parti       | Parti                                                       | Voix    | %      | Députés élus           |  |
| ----------- | ----------------------------------------------------------- | ------- | ------ | ---------------------- |  |
|             | Rassemblement national des indépendants (RNI)               | 31 888  | 26,31  | Abderrahmane El Omari  |  |
|             | Union socialiste des forces populaires (USFP)               | 21 321  | 17,59  | Elamine Bakkali Tahiri |  |
|             | Parti authenticité et modernité (PAM)                       | 19 106  | 15,76  | Abderrahim Bouazza     |  |
|             | Parti de l'Istiqlal (PI)                                    | 17 076  | 14,09  | Ismail El Bakkali      |  |
|             | Union constitutionnelle (UC)                                | 9 101   | 7,51   |                        |  |
|             | Mouvement populaire (MP)                                    | 8 440   | 6,96   |                        |  |
|             | Parti du progrès et du socialisme (PPS)                     | 6 097   | 5,03   |                        |  |
|             | Parti socialiste unifié (PSU)                               | 2 897   | 2,39   |                        |  |
|             | Parti de l'équité (PRE)                                     | 1 190   | 0,98   |                        |  |
|             | Parti de la justice et du développement (PJD)               | 1 129   | 0,93   |                        |  |
|             | Parti de l'environnement et du développement durable (PEDD) | 833     | 0,69   |                        |  |
|             | Alliance de la fédération de gauche (AGD)                   | 752     | 0,62   |                        |  |
|             | Parti des Néo-Démocrates (PND)                              | 546     | 0,45   |                        |  |
|             | Parti de l'unité et de la démocratie (PUD)                  | 493     | 0,41   |                        |  |
|             | Parti vert marocain (PVM)                                   | 324     | 0,27   |                        |  |
|             |                                                             |         |        |                        |  |
| Inscrits    | Inscrits                                                    | 189 482 | 100,00 |                        |  |
| Abstentions | Abstentions                                                 | 68 289  | 36,04  |                        |  |
| Exprimés    | Exprimés                                                    | 121 193 | 63,96  |                        |  |